# (200057) 2008 PT16
(200057) 2008 PT16 es un asteroide que forma parte de los asteroides troyanos de Júpiter, descubierto el 11 de agosto de 2008 por el equipo del Observatorio de Črni Vrh desde el Observatorio de Črni Vrh, Črni Vrh (Idrija), Eslovenia.

## Designación y nombre
Designado provisionalmente como 2008 PT16. Fue nombrado 2008 PT16 en honor al ingeniero electrónico italiano Gianfranco Sinigaglia que ejerció de profesor de radioastronomía y electrónica aplicada en el Instituto de Física de la Universidad de Bolonia. Como ingeniero electrónico, diseñó e inventó los dispositivos de adquisición e instrumentación necesaria para la entonces nueva ciencia de la radioastronomía.

## Características orbitales
2008 PT16 está situado a una distancia media del Sol de 5,179 ua, pudiendo alejarse hasta 5,737 ua y acercarse hasta 4,621 ua. Su excentricidad es 0,107 y la inclinación orbital 24,70 grados. Emplea 4305,55 días en completar una órbita alrededor del Sol.

## Características físicas
La magnitud absoluta de 2008 PT16 es 12,7.